# Burgundský kraj
Burgundský kraj, resp. Burgundský říšský kraj (německy Burgundischer Reichskreis, latinsky Circulus Burgundicus) byl jedním z deseti krajů Svaté říše římské. Existoval od roku 1512 do roku 1801, kdy byl po míru v Lunéville oficiálně zrušen v souvislosti s expanzí Napoleonovy Francie. De facto ale kraj zanikl v souvislosti s neratifikovaným mírem v Campo-Formio v roce 1797. Spolu s Rakouským krajem patřil Kraj burgundský ke dvěma krajům s jasnou politickou převahou habsburského rodu. Kraj byl prakticky výlučně katolický. Revoluce generálních stavů, která byla spojena s šířením kalvinismu, znamenala v roce 1648 vyčlenění vzbouřených oblastí z rámce kraje i z celé Svaté říše římské, takže kraj si katolický a "habsburský" charakter uchoval až do svého zániku.

## Členové kraje
V Burgundském kraji nedošlo, stejně jako v Kraji rakouském, ani jednou ke svolání sněmu krajských stavů. Proto také nikdy nebylo určeno pořadí oněch několika málo stavů, kteří ke kraji náleželi. S výjimkou samotného "Burgundska" (Španělského Nizozemí) a Berghu byli všichni krajští stavové z kraje formálně vyčleněni na Vestfálském mírovém kongresu v roce 1648. S výjimkou IJsselsteinu byla všechna drobnější panství krajských stavů v lenní závislosti vůči "Burgundsku" (obvykle vůči Brabantsku nebo Hollandu).
- Burgundské hrabství (tj. Franche-Comté do roku 1679, považováno Habsburky za vévodství, jeho zařazení do kraje se vztahovalo i na habsburské Nizozemí)
- Baronie Breda (nebyla bezprostředním říšským územím a oficiálně ani baronií, jen panstvím, přesto byla mezi krajskými stavy, v držbě Oranžsko-Nasavských)
- Hrabství Horn (v držení hrabat Hoornů, v l. 1568-1576 součást Španělského Nizozemí, pak pod vládou lutyšských biskupů)
- Baronie Ijsselstein (v držení hrabat Egmontů, od r. 1551 Oranžsko-Nasavských, říšsky bezprostřední a zároveň léno Hollandu)
- Hrabství Bergh (pod vládou rodu van der Laken, vždy závislé na Nizozemí, r. 1581 plně mediatizováno Generálními stavy, hlas na sněmu zanikl r. 1712, hrabství pak uděleno katolickým Hohenzollernům jako léno Spojených provincií.
- Panství (od r. 1533 markrabství) Bergen op Zoom (nikdy nebylo plně bezprostřední, léno Brabantska, v držbě pánů z Glymes, pak řada rodů, mj. katoličtí Hohenzollernové a falcko-sulzbašští Wittelsbachové)

V roce 1555 vystupovali na říšském sněmu jako zástupce burgundských říšských stavů také:
- Biskupství Cambrai
- Arcibiskupství Besançon - tyto stavy však v polovině 16. století již nebyly říšsky bezprostřední